# Winthrop (Massachusetts)
Winthrop is een town in Suffolk County, Massachusetts, Verenigde Staten. In 2000 had de plaats een inwonertal van 20154 en waren er 7843 huishoudens.

## Bekende inwoners
- Michael Goulian (1968), piloot
- Sylvia Plath (1932–1963), dichter
- Unearth (gevormd in 1998), een metalcore band
- Steven Van Zandt (1950), muzikant en acteur
- Addrisi Brothers, muziekduo dat er werd geboren